# Camptocladius paluster
Camptocladius paluster är en tvåvingeart som först beskrevs av Jean-Jacques Kieffer 1924.  Camptocladius paluster ingår i släktet Camptocladius och familjen fjädermyggor. Inga underarter finns listade i Catalogue of Life.